# Real-Bills-Doktrin
Die Real-Bills-Doktrin (englisch real bills doctrine oder commercial loan theory of banking) ist eine Doktrin aus dem Bereich der Wirtschaftswissenschaft, im Besonderen der Finanzwissenschaft und Geldtheorie, die besagt, dass Kredite an Geschäftsleute nur kurzfristig und nur in dem Maße begeben werden sollten, wie diese imstande sind, sie mit bestimmten, im Wert adäquaten Geldmarktpapieren – mit Wechseln über Kaufpreiserlöse zu realen Gütern („real bills“, „bills of exchange“) von kurzfristiger Laufzeit – als Sicherheitsleistung zu hinterlegen. Der Lehrsatz fußt auf der Theorie, dass ohne eine Koppelung von Kreditvergabe und Geldmengenwachstum an das Vorhandensein von Vermögensgegenständen eine bloße Geldmengenausweitung mit der Folge von Inflation, also des Verlustes von Preisniveaustabilität, eintritt. Nach der Doktrin sollte die Geldmenge gerade ausreichen, um es den Käufern zu ermöglichen, die fertigen Waren als Endprodukt vom Markt zu kaufen, ohne die Preise zu beeinflussen. Die Geldschöpfung sollte so mit der Realwirtschaft korrelieren. Die Anhänger der Doktrin sahen in diesem Zusammenhang die Rolle einer Zentralbank (im Wesentlichen nur) darin, den Geschäftsbanken das Papiergeld nur gegen Sicherheitsleistungen zu verleihen.

## Geschichte
Die Real-Bills-Doktrin geht zurück auf das Jahr 1705, als der schottische Nationalökonom und Bankier John Law in seinem Werk Money and Trade Considered die geldpolitische Notwendigkeit formulierte, die Emission von Banknoten an das Vorhandensein von Immobilien als Sicherheit sowie an den Bedürfnissen des Handels zu orientieren. James Steuart griff diesen Gedanken in seinem Hauptwerk An Inquiry into the Principles of Political Economy auf, ebenso Adam Smith in der Schrift Der Wohlstand der Nationen. David Ricardo hingegen verwarf diesen Ansatz im Rahmen der Bullionist Controversy, die um 1810 über die Frage der Aufhebung des Bank Restriction Act, also über die Freigabe des Goldkonvertibilität, im Vereinigten Königreich geführt wurde. Auch der Geldtheoretiker Henry Thornton zählte zu den Kritikern, die die Doktrin hinterfragten. Um 1845 fand die Real-Bills-Doktrin als law of reflux neue Anhänger in den Debatten der Currency School (Banking School), etwa Thomas Tooke und John Fullarton. 1913 war die Real-Bills-Doktrin Grundlage des Federal Reserve Act, mit dem das Federal Reserve System ins Leben gerufen wurde. Lloyd Mints (1888–1989), ein Anhänger der Quantitätstheorie, machte die Real-Bills-Doktrin für die Hyperinflationen in Europa der 1920er Jahre und für die Great Depression der 1930er Jahre verantwortlich. Dieser gilt auch als Urheber des Begriffs.
Im Mainstream der Ökonomen stand die Doktrin seither in Verruf, ehe sie in der fiscal theory of the price level wieder Aufwind bekam. Mark Blaug bezeichnete sie als einen Spitzenreiter der langlebigsten ökonomischen Irrtümer aller Zeiten („high on the list of longest-lived economic fallacies of alltimes“), während Thomas J. Cunningham (1958–2020) es in seiner Untersuchung als evident und als eine Unterstützung der Real-Bills-Doktrin ansah, dass die Vermögenswerte hinter einer Währung ihren Wert bestimmen („evidence supporting the Real Bills doctrine, that the value of assets backing money determines its value“).